# Runcu
Runcu es una comuna ubicada en el distrito Vâlcea, Rumania.

## Superficie
Posee una superficie de 48,76 kilómetros cuadrados.

## Demografía
Hasta 2021 la población era de 860 habitantes, con una densidad de población de 17,64 habitantes por kilómetro cuadrado.